# Тёйманс, Люк
Люк Тёйманс (нидерл. Luc Tuymans, р. 1958, Мортсел, Бельгия) — современный бельгийский живописец. Монохромная палитра Тёйманса и выбор тем (интерьеры, обыденные предметы, семейные портреты) роднит его живопись с послевоенными фильмами и любительской фотографией. Источником для других образов художника является насилие. Несмотря на скромные размеры полотен и скудную цветовую палитру, эти работы несут сильное эмоциональное напоминание о потерянных жизнях и тяжелых моментах истории.

## Биография
Тёйманс родился в Мортселе под Антверпеном, начал изучать изобразительные искусства в Sint-Lukasinstituut в Брюсселе в 1976, а также историю искусства в Vrije Universiteit. Впервые выставился в 1985 году, его первая выставка в США была в Чикаго в 1995.
Тёйманс живёт и работает в Антверпене. Некоторые его работы были представлены на выставке «Триумф живописи» в галерее Саатчи в Лондоне.

## Творчество
- Люк Тёйманс считается одним из наиболее значительных и влиятельных современных художников, работающих сегодня. Он является одной из ключевых фигур поколения фигуративные художников, которые продолжали писать в 80-х, когда многие считали, что живопись утратила свою актуальность. В контексте новой информационной эпохи многие художники считали, что картина является глубоко консервативной формой выражения, которая не соответствует характеру современного опыта.
- Люк Тёйманс стал известен, когда Ян Хойт пригласил его участвовать в Документе-7 в 1982 в Касселе, и с тех пор широко обсуждается. Аура отстраненной индифферентности как бы витает над всеми его работами, будь они посвящены Холокосту («Газовая камера», 1989), педофилии («Жестокое обращение с ребёнком», 1989), этническим чисткам или банальным бытовым предметам.
- Знаковым художником конца тысячелетия Тёйманса сделало последовательное обращение к образу газовой камеры и лампы на письменном столе — вечная тема банальности и зла. На более глубоком уровне анализа сложность репрезентативного кода его картин вынуждает признать историческую неуместность самой практики живописи. Это впечатление подтверждается обычаем Тёйманса делать предварительный набросок на бумаге, акварелью или гуашью, а затем увеличивать до размеров небольшого полотна, сохраняя блеклость и небрежность маленького наброска. По сути дела, характерные для Тёйманса ядовито-зеленые, лишенные глубины, бледно-голубые и розовые цвета на всех уровнях настаивают на своей неаутентичности: мы видим не самоценное изображение, а его выбеленную копию, как бы экран плохого телевизора.
- В цикле, посвященном бесчеловечности бельгийской колонизации Конго, Тёйманс пишет портрет Патриса Лумумбы, первого свободно избранного лидера независимой Республики Конго, убийство которого в 1961, инспирированное ЦРУ и ООН, все ещё вызывает споры. * На выставке «Апокалипсис» в Лондоне на рубеже тысячелетий было показано несколько полотен Тёйманса: мертвая женщина в очках с оранжевыми стеклами, бородатый мужчина, майский шест, косметические изделия, рентгеновский снимок позвоночника. Не объединённые общей идеей, эти изображения выступали как некое приближение к внутреннему масштабу и фактуре живописи. Эти выбеленные, нереальные картины бросают вызов нашему представлению о том, что такое подлинность. Словно бы говорят, что за множеством фото и киносвидетельств кроются страхи и зловещие тайны.

## Персональные выставки
| - 2019 «La Pelle», Palazzo Grassi, Венеция - 2010 Museum of Contemporary Art, Чикаго - 2010 Dallas Museum of Art, Даллас - 2010 San Francisco Museum of Modern Art, Сан-Франциско - 2009 BAIBAKOV art projects, Москва, Россия Проект Наперекор дню - 2009 Wexner Center for the Arts, Columbus, Огайо - 2008 'Come and See', Zacheta National Gallery of Art, Варшава - 2008 'The Occupied Heart', Vestfossen Kunstlaboratorium, Вестфоссен - 2008 'wenn der frühling kommt', Haus der Kunst, Мюнхен - 2008 'Forever: the management of magic', David Zwirner, Нью-Йорк - 2007 'Luc Tuymans: Retrospective", Mücsarnok, Kunsthalle Будапешт - 2007 «I don’t get it», MuHKA, Антверпен - 2007 «Les Revenants», Zeno X Gallery & Zeno X Storage, Антверпен - 2006 «Dusk», Colecçao Fundaçao de Serralves — Museu de Arte Contemporânea, Порту - 2006 «Portraits: 1975—2003», MAMCO, Musée d’art moderne et contemporain, Женева - 2006 «Restoration», Wako Works of Art, Токио - 2005 «Proper», David Zwirner Gallery, Нью-Йорк - 2005 Compton Verney House Trust, Уорикшир - 2005 «Les Gilles de Binches», Zeno X Gallery, Антверпен - 2005 «Les Cinq Anneaux», Galerie Carlier/Gebauer, Берлин - 2004 K 21, Дюссельдорф - 2004 Tate Modern, Лондон - 2004 «Tracing», Fundacion Olga y Rufino Tamayo, Мехико - 2003 «The Arena», Kunstmuseum St.Gallen, Санкт-Галлен - 2003 «Display», Helsinki Kunsthalle, Хельсинки - 2003 «Curtains», FRAC Auvergne, Клермон-Ферран - 2003 «The Arena», Pinakothek der Moderne, Мюнхен - 2003 «Fortune», David Zwirner Gallery, Нью-Йорк - 2003 «The Arena», Kunstverein Hannover, Ганновер - 2002 «NIKS», Zeno X Storage — Borgerhout, Антверпен | - 2002 «Wandmalerei», Künstlerverein Malkasten, Дюссельдорф - 2001 «The Rumour, White Cube», Лондон - 2001 «Mwana Kitoko — Beautiful White Man», Бельгийский павильон, Giardini di Venezia, Венеция - 2001 «Signal», Hamburger Bahnhoff, Берлин - 2001 «Luc Tuymans / Raoul De Keyser», SMAK, Гент - 2000 «Insolence», Wako Arts of Art, Токио - 2000 «Mwana Kitoko», David Zwirner Gallery, Нью-Йорк - 2000 «Sincerely», Tokyo Opera City Art Gallery, Токио - 2000 «Undetermined», Wako Works of Art, Токио - 2000 «The Promise», Zeno X Gallery, Антверпен - 1999 «The Purge, Paintings 1991—1998», Salzburger Kunstverein, Зальцбург - 1999 «The Purge, Paintings 1991—1998», Kunstmuseum Wolfsburg, Вольфсбург - 1999 «The Purge, Paintings 1991—1998», Bonnefantenmuseum, Маастрихт - 1999 «Splendid Isolation», White Cube, Лондон - 1999 «The Passion», The Douglas Hyde Gallery, Дублин - 1999 «The Passion», Zeno X Gallery, Антверпен - 1998 «Security», David Zwirner Gallery, Нью-Йорк - 1998 «Privacy. Luc Tuymans and Miroslav Balka», Fundacao de Serralves, Порту - 1998 «Delayed», Anders Tornberg Gallery, Лунд - 1998 «Der Architekt», Galerie Gebauer, Берлин - 1998 «Premonition. Drawings», capc Museeé d’art contemporain de Bordeaux, Бордо - 1997 «Illegitimate», Zeno X Gallery, Антверпен - 1997 «Premonition. Drawings», University Art Museum, Беркли - 1997 «Ons Geluk», Breydelstraat 5, Антверпен - 1997 «Premonition. Zeichnungen», Kunstmuseum, Берн - 1996 «Necklace», Zeno X gallery, Антверпен - 1996 «The Heritage», David Zwirner Gallery, Нью-Йорк - 1995 «Heimat», Musée des Beaux-Arts, Нант - 1995 «The Agony», Galeria Foksal SBWA, Варшава - 1995 «Heimat», Zeno X gallery, Антверпен | - 1995 «Luc Tuymans: Paintings 1978 −1993», Goldie Paley Gallery, Moore College of Art, Филадельфия - 1995 «Blow Up. Luc Tuymans. Schilderijen/Paintings 1985—1995», De Pont, Тилбург - 1995 «Le Verdict», Centre Genevois de gravure contemporaine, Женева - 1995 «Superstition», Institute of Contemporary Art, Лондон - 1995 «Superstition», The Renaissance Society, Чикаго - 1994 «At Random», Zeno X gallery, Антверпен - 1994 «Superstition», Art Gallery of York University, Торонто - 1994 «Superstition», David Zwirner Gallery, Нью-Йорк - 1994 «Superstition», Portikus, Франкфурт - 1994 «Indelible Evidence», Galerie Erika + Otto Friedrich, Берн - 1993 «Luc Tuymans», Kabinett für Aktuelle Kunst, Бремерхафен - 1993 «Intolerance», Zeno X Gallery, Антверпен - 1993 «Luc Tuymans», Galerie Paul Andriesse, Амстердам - 1993 «Luc Tuymans», Museum Haus Lange, Крефельд - 1992 «Repulsion», Isabella Kacprzak, Кёльн - 1992 «Der Diagnostische Blick», Zeno X Gallery, Антверпен - 1992 «Luc Tuymans», Kunsthalle, Берн - 1991 «Luc Tuymans, Le Creux de l’Enfer», Centre d’Art Contemporain, Тьер - 1991 «Disenchantment», Zeno X Gallery, Антверпен - 1990 «Schilderijen 1978—1989», Plateau, Брюссель - 1990 «Suspended», Zeno X Gallery, Антверпен - 1990 «Tekeningen», Schouwburg Galerij, Роттердам - 1990 «Luc Tuymans», Vereniging voor het Museum van Hedendaagse Kunst, Гент - 1990 «Luc Tuymans», Provinciaal Museum voor Moderne Kunst, Остенде - 1989 «A place in the sun», Ruimte Morguen, Антверпен - 1989 «Zimmer frei», Ruimte Morguen, Антверпен - 1988 «Josefine c’est pas ma femme», Ruimte Morguen, Антверпен - 1985 Belgian Art Review, Palais des Thermes, Остенде |

## Публичные коллекции
| - Art Institute of Chicago, Чикаго - Berkeley Art Museum, США - Bonnefantenmuseum, Маастрихт - Carnegie Museum of Art, Питсбург - Centre Georges Pompidou, Париж - Dallas Museum of Art, Даллас - De Pont Foundation, Тилбург - Fundacion de Serralves, Порту - Guggenheim Museum, Нью-Йорк - Hamburger Bahnhoff, Берлин | - Hirshhorn Museum, Вашингтон - FRAC Auvergne, Клермон-Ферран - Kaiser Wilhelm Museum, Krefeld - Kunstmuseum Берн - Kunstmuseum Wolfsburg - LA County Museum of Art, Лос-Анджелес - Louisiana Museum, Humlebaek - MoCA Museum of Contemporary Art, Лос-Анджелес - MoMA Museum of Modern Art, Нью-Йорк | - MuHKA Museum van Hedendaagse Kunst, Антверпен - Musée des Beaux-Arts de Nantes, Nantes - Museum für Moderne Kunst, Франкфурт - Museum Overholland, Nieuwersluis - National Gallery of Art, Вашингтон - Philadelphia Museum of Ar, Филадельфия - Pinakothek der Moderne, Мюнхен - PMMK Provinciaal Museum Moderne Kunst, Oostende | - San Francisco Museum of Modern Art, Сан Франциско - S.M.A.K. Stedelijk Museum voor Actuele Kunst, Ghent - Staatliche Kunstsammlungen, Дрезден - Stedelijk Museum, Амстердам - Tate Modern, Лондон - The New Museum, Нью-Йорк - Walker Art Center, Миннеаполис |